# Тито Киригин
Тито Киригин — Тајо (Мирца, 16. април 1920 — Сплит, 7. април 1987), учесник Народноослободилачке борбе, друштвено-политички радник СФР Југославије и СР Хрватске и председник „Хајдука”, на чијем је челу освојио девет трофеја и најтрофејнији је председник у историји овог клуба.

## Биографија
Рођен је 16. априла 1920. године у Мирци, на Брачу. Одрастао је у породици познатих посластичара, а отац Мирослав и мајка Динка Киригин, рођена Јутронић, су поред њега имали још троје деце. Након завршене основне школе, учио је и завршио посластичарски занат у породичној радионици. Након Априлског рата и окупације Краљевине Југославије 1941. године, придружује се Народноослободилачком покрету (НОП). Као члан Комунистичке партије Југославије (КПЈ), по задатку Партије, 22. јуна 1944. године је учествовао у атентату у Сплиту на Војка Крстуловића, новинара и члана Хрватске сељачке странке (ХСС), сумњиченог за колаборационизам и потказивање суграђана Немцима и Италијанима.
После ослобођења Југославије, Киригин се посветио раду у привреди. По струци посластичар, најпре се запослио у „Градској сластичарни”, познатој по радовима од шећера. Године 1949. учествовао је у оснивању и обављао дужност генералног директора „Бобиса”, кондиторске компаније, која ће у годинама које долазе постати највећа таква компанија на подручју Сплита и Далмације, али и СФРЈ. Компанија се под управом Киригина ширила, како по асортиману колача, пецива и торти, тако и по броју посластичарница које су се отварале.
Киригин је, пре него што ће 1966. године ући у управу сплитског „Хајдука”, био председник Атлетског клуба „АСК”, као и активни члан управе Ватерполо клуба „Морнар”. Са искуством стеченим у овим спортским колективима, Киригин је постао члан Управног одбора и Секретаријата „Хајдука”, а 1968. године потпредседник Клуба. У том периоду, „Хајдук” је освојио Куп Маршала Тита 1967. године. Председник „Хајдука” постао је 3. марта 1970. године и на тој позицији остао до 25. фебруара 1980. године. За десет година на његовом челу, са „Хајдуком” је освојио девет трофеја, четири титуле шампиона Југославије (1970/71, 1973/74, 1974/75, 1978/79) и пет узастопних националних Купова (1971/72, 1973, 1974, 1975/76, 1976/77), што га чини најуспешнијим председником овог клуба у његовој историји. Два пута је „Хајдук” у то време играо четвртфинала Купа европских шампиона (1975/76, 1979/80). По напуштању председничке функције, Киригин је наставио да помаже клуб, кроз учешће у појединим трансферима играча.
Преминуо је 7. априла 1987. године у Сплиту, где је и сахрањен.
Носилац је бројних друштвених признања и југословенских одликовања.